# Odprto prvenstvo Francije 2020
Odprto prvenstvo Francije 2020 je sto devetnajsti teniški turnir za Grand Slam, ki je med 27. septembrom in 11. oktobrom 2020 potekal v Parizu. Zaradi pandemije koronavirusne bolezni 2019 je bil turnir prestavljen na kasnejši termin, tekmovanje tudi ni potekalo v konkurenci mešanih dvojic.

## Moški posamično
- Rafael Nadal :  Novak Đoković, 6–0, 6–2, 7–5

## Ženske posamično
- Iga Świątek :  Sofia Kenin, 6–4, 6–1

## Moške dvojice
- Kevin Krawietz /  Andreas Mies :  Mate Pavić /  Bruno Soares, 6–3, 7–5

## Ženske dvojice
- Tímea Babos /  Kristina Mladenovic :  Alexa Guarachi /  Desirae Krawczyk, 6–4, 7–5

## Mešane dvojice
odpovedano